# Krister Henriksson

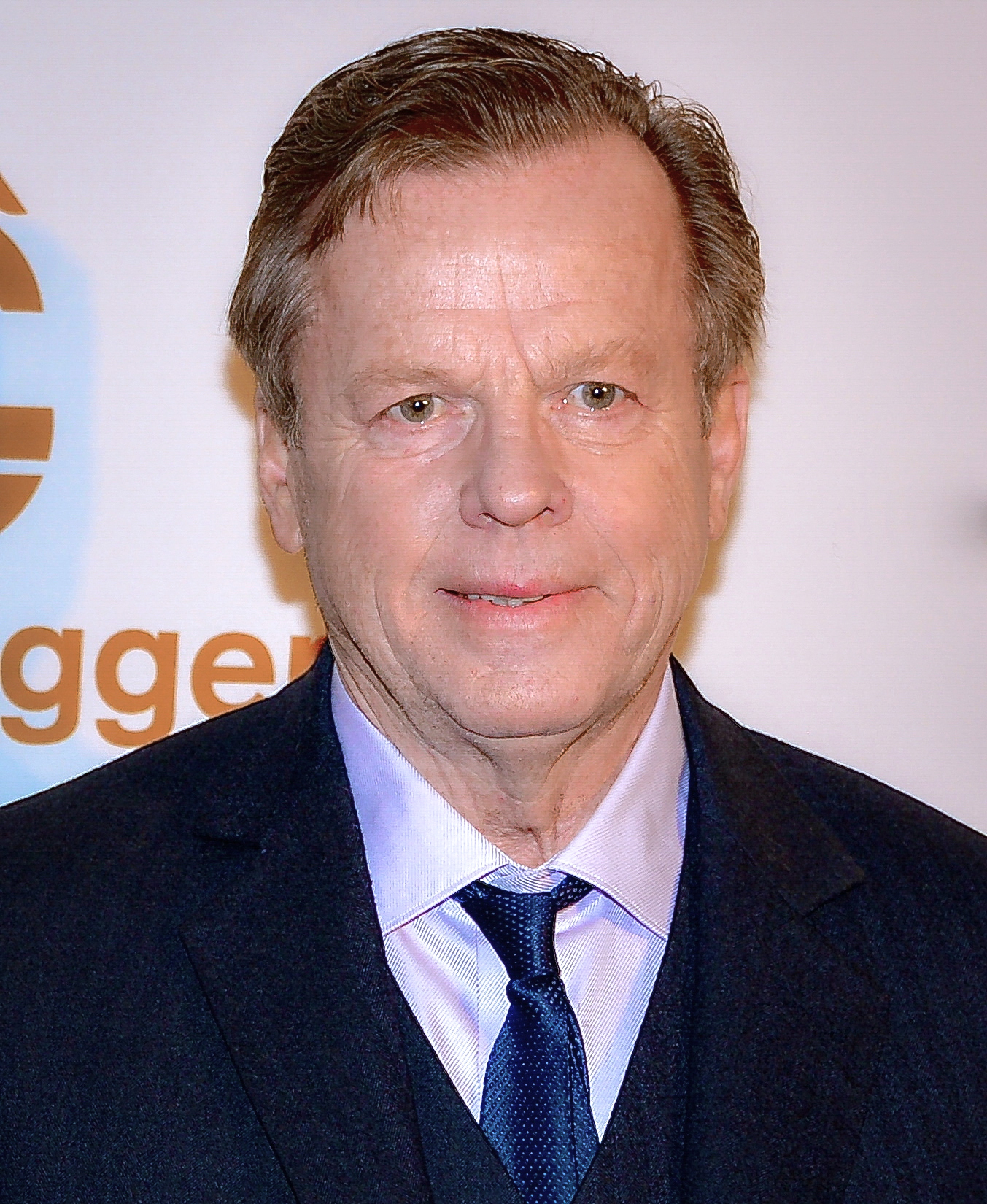
Krister Henriksson bei der Verleihung des schwedischen Guldbagge-Filmpreises, 2013

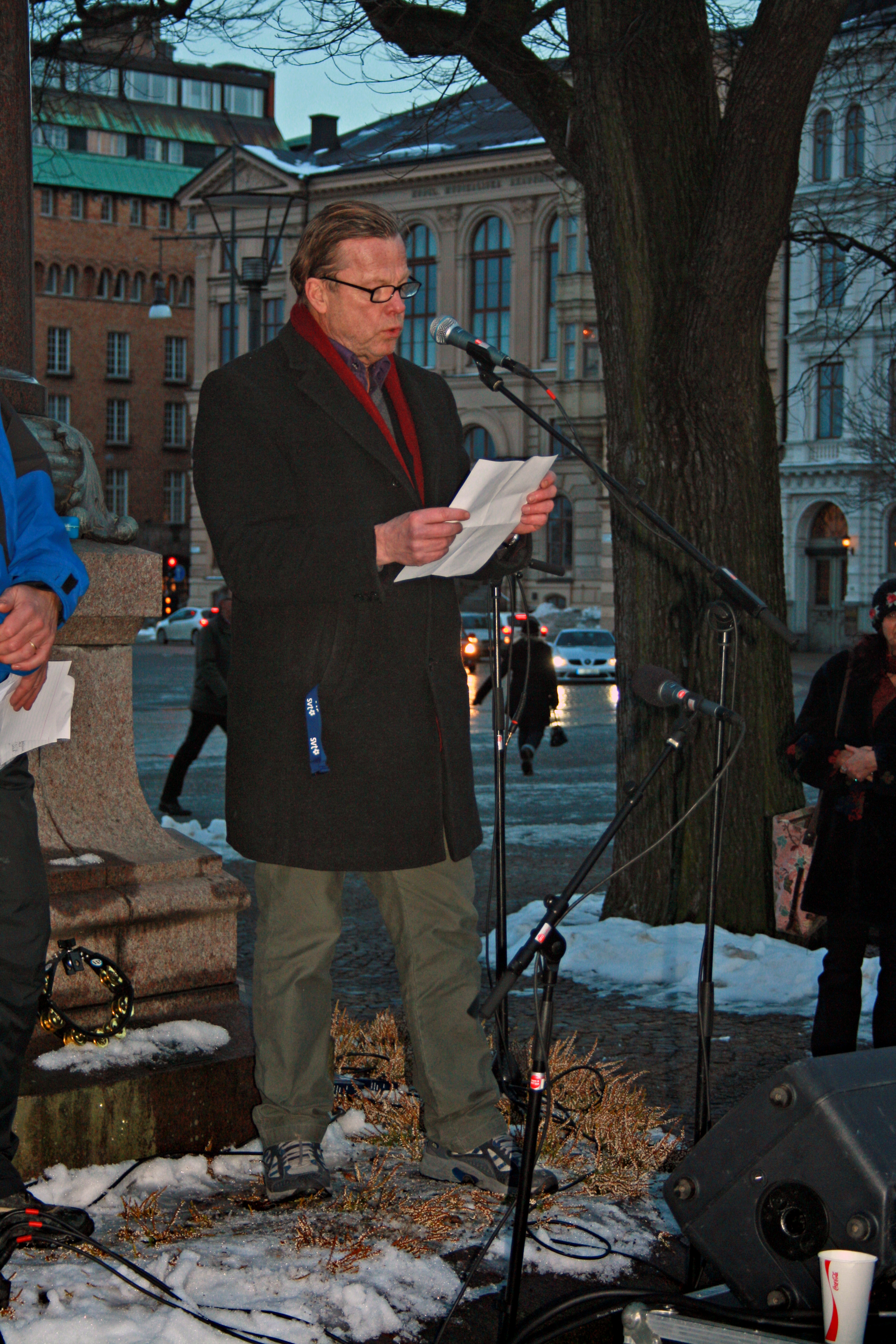
Krister Henriksson am Freitag für Freiheit in Stockholm

Jan Krister Allan Henriksson (* 12. November 1946 in Grisslehamn, Schweden) ist ein schwedischer Schauspieler.
In Deutschland wurde Krister Henriksson in der Rolle des Kommissar Kurt Wallander in der schwedischen Fernsehserie Mankells Wallander bekannt, einer Figur des schwedischen Schriftstellers und Regisseurs Henning Mankell.

## Biografie
Seinen Durchbruch hatte Krister Henriksson 1973 am Stockholmer Stadttheater mit der Hauptrolle in Peer Gynt. 1993 kam er ans Stockholmer Königliche Dramatische Theater (Dramaten). Er erhielt zweimal den schwedischen Filmpreis Guldbagge für die beste männliche Hauptrolle: 1998 für seine Darstellung eines krebskranken Schauspielers im Film Veranda för en tenor und 2005 für Sex, Hoffnung und Liebe. Bei beiden Filmen führte Lisa Ohlin Regie. Außerdem erhielt er 2007 den schwedischen Theaterpreis Guldmasken für das Ein-Personen-Stück Doktor Glas von Hjalmar Söderberg. In der Zeit von 2005 bis 2012 spielte er die Hauptrolle des Kurt Wallander in der schwedisch-deutschen Co-Produktion „Mankells Wallander“, welche in den Jahren 2005 bis Anfang 2014 im schwedischen und deutschen TV ausgestrahlt wurde.
Er war Mitbesitzer des Vasateatern in Stockholm und hat an der Theaterhochschule Stockholm Szenische Gestaltung unterrichtet. Zudem liest er die schwedischen Hörbücher von Harry Potter.
Krister Henriksson ist seit 1988 mit der schwedischen Schauspielerin Cecilia Nilsson verheiratet und lebt in Stockholm. Er hat zwei Töchter und einen Sohn.

## Filmografie (Auswahl)
- 1980: Blühende Zeiten (Blomstrande tider)
- 1989: 1939
- 1990: Pelle zieht aus (Pelle flyttar till Konfusenbo)
- 1993: Die Jagd nach dem magischen Wasserrad (Den Korsikanske Biskopen)
- 1996: Meisterdetektiv Kalle Blomquist lebt gefährlich
- 1999: Changing Directions
- 2000: Die Treulosen (Trolösa)
- 2001: Executive Protection – Die Bombe tickt (Livvakterna)
- 2001: Hamilton (Fernseh-Miniserie, 3 Folgen)
- 2003: Reconstruction
- 2004: Die Rückkehr des Tanzlehrers
- 2005: Sex, Hoffnung und Liebe (Sex hopp och kärlek)
- 2005–2013: Mankells Wallander (Fernsehserie, 32 Folgen)
- 2007: Sonnensturm (Solstorm)
- 2011: Küss mich – Kyss mig (Kyss mig)
- 2015: Modus – Der Mörder in uns (Fernsehserie, 8 Folgen)
- 2016: The Fall – Tod in Belfast (Fernsehserie, 4 Folgen)
- 2020: Hamilton – Undercover in Stockholm (Fernsehserie, 10 Folgen)

### Auftreten in Musikvideos
- 2013: Miriam Bryant – Push Play (Regie: Henrik Gyllenskiöld)[1]
- 2015: Avicii – For A Better Day (Regie: Levan Tsikurishvili und Tim Bergling)[2]

## Mankells Wallander –  Chronologische Übersicht der Filme
| 1. Staffel |                    |                          |                             |                                |
| Nummer     | Originaltitel      | Deutscher Titel          | Erstausstrahlung (Schweden) | Erstausstrahlung (Deutschland) |
| 1          | Innan frosten      | Vor dem Frost            | 14. Januar 2005             | 2. Juni 2006                   |
| 2          | Byfånen            | Tod in den Sternen       | 3. August 2005              | 4. Juni 2006                   |
| 3          | Bröderna           | Eiskalt wie der Tod      | 7. September 2005           | 5. Juni 2006                   |
| 4          | Mörkret            | Am Rande der Finsternis  | 15. Oktober 2005            | 22. Dezember 2006              |
| 5          | Afrikanen          | Ein Toter aus Afrika     | 16. November 2005           | 23. Dezember 2006              |
| 6          | Mastermind         | Der unsichtbare Gegner   | 13. Dezember 2005           | 26. Dezember 2006              |
| 7          | Den svaga punkten  | Der wunde Punkt          | 15. März 2006               | 29. Dezember 2006              |
| 8          | Fotografen         | Bilderrätsel             | 10. Mai 2006                | 30. Dezember 2006              |
| 9          | Täckmanteln        | Tödliche Fracht          | 12. Juli 2006               | 6. Januar 2007                 |
| 10         | Luftslottet        | Tod im Paradies          | 23. August 2006             | 10. Februar 2007               |
| 11         | Blodsband          | Heimliche Liebschaften   | 25. Oktober 2006            | 7. April 2007                  |
| 12         | Jokern             | Offene Rechnungen        | 1. November 2006            | 8. April 2007                  |
| 13         | Hemligheten        | Dunkle Geheimnisse       | 10. November 2006           | 9. April 2007                  |
| 2. Staffel |                    |                          |                             |                                |
| Nummer     | Originaltitel      | Deutscher Titel          | Erstausstrahlung (Schweden) | Erstausstrahlung (Deutschland) |
| 14         | Hämnden            | Rache                    | 9. Januar 2009              | 4. April 2010                  |
| 15         | Skulden            | Die Schuld               | 17. Juni 2009               | 5. April 2010                  |
| 16         | Kuriren            | Der Kurier               | 15. Juli 2009               | 21. Mai 2010                   |
| 17         | Tjuven             | Diebe                    | 19. August 2009             | 23. Mai 2010                   |
| 18         | Cellisten          | Die Cellospielerin       | 16. September 2009          | 24. Mai 2010                   |
| 19         | Prästen            | Eifersucht               | 14. Oktober 2009            | 4. Juli 2010                   |
| 20         | Läckan             | Das Leck                 | 18. November 2009           | 18. Juli 2010                  |
| 21         | Skytten            | Der Scharfschütze        | 16. Dezember 2009           | 21. April 2011                 |
| 22         | Dödsängeln         | Todesengel               | 20. Januar 2010             | 22. April 2011                 |
| 23         | Vålnaden           | Das Gespenst             | 24. März 2010               | 24. April 2011                 |
| 24         | Arvet              | Das Erbe                 | 21. April 2010              | 25. April 2011                 |
| 25         | Indrivaren         | Inkasso                  | 16. Juni 2010               | 12. Juni 2011                  |
| 26         | Vittnet            | Die Zeugin               | 21. Juli 2010               | 13. Juni 2011                  |
| 3. Staffel |                    |                          |                             |                                |
| Nummer     | Originaltitel      | Deutscher Titel          | Erstausstrahlung (Schweden) | Erstausstrahlung (Deutschland) |
| 27         | Den orolige mannen | Der Feind im Schatten    | 11. Januar 2013             | 1. Dezember 2013               |
| 28         | Försvunnen         | Vermisst                 | 19. Juni 2013               | 22. Dezember 2013              |
| 29         | Sveket             | Verrat                   | 24. Juli 2013               | 26. Dezember 2013              |
| 30         | Saknaden           | Das Schmetterling-Tattoo | 30. Juli 2013               | 1. Januar 2014                 |
| 31         | Mordbrännaren      | Mordbrenner              | 30. Juli 2013               | 2. Januar 2014                 |
| 32         | Sorgfågeln         | Abschied                 | 30. Juli 2013               | 12. Januar 2014                |